# Eth Casteret de Bossòst
Eth Casteret de Bossòst està situat a nord-oest de la vila, al cim de la roca anomenada Casteret. Resta emplaçat a la riba dreta de la Garona entre els seus dos afluents, el riu Margalida i el barranc de Casteret.

## Història
Com a torre de guaita defensava el territori de Bossòst i la frontera septentrional, és a dir, l'estreta vall del riu i el camí de Les. Com a torre de senyals comunicava el Casteràs de Bossòst amb el castell de Les. Hom creu que aquest topònim també fa referència a un punt avançat utilitzat pels romans a mesura que anaven estenent-se pel Pirineu. Tanmateix, les seves funcions i la seva situació en fan un baluard envers la frontera septentrional, una fortificació del castell de Bossòst.

## Arquitectura
Les restes que ens han pervingut de la torre es drecen damunt d'un repeu rocós que aprofita com a basament, amb visibilitat íntegra. Avui es conserva la base i el primer pis (2,4 m d'altitud) sense el llenç de llevant i l'angle sud-occidental resta parcialment destruït. És de planta rectangular (4,20 X 5,20 m), en direcció E-W amb un espai útil de 12 m². El mur, d'1,10 m de gruix, fou aparellat a banda i banda amb carreus de pedra pirinenca grollerament desbastats i de formes molt irregulars agafats amb morter de calç i sorra basta i disposats en filades més o menys regulars. L'alçat de la torre aporta diferents solucions constructives; verticalitat decreixent,un repeu a migdia, endreçadament de les filades per rengles dipositats a l'inrevés, reforçament de les cantonades amb carreuons més grossos i (s'entreveu) l'arrencada d'una volta de canó N-S que devia donar suport al primer pis de la torre. Segons una litografia de l'any 1875 en què la torre es conserva ben sencera, l'estructura prismàtica presentaria tres pisos d'alçada que culminarien amb obertures i terrassa.
Aquest conjunt, evidentment bastit per gent poc especialitzada, presenta diferents característiques que fan difícil aventurar una hipòtesi sobre la seva cronologia. A la vora d'una tradició fins i tot preromànica, hi ha elements molt més moderns (dimensiones, cantonades) que, juntament amb les minses dades històriques, situen aquesta torre fronterera del castell de Bossòst vers la segona meitat del segle xiii.